# Echinospermum cenchrusoides
Echinospermum cenchrusoides là loài thực vật có hoa trong họ Mồ hôi. Loài này được (A. Nelson) K. Schum. mô tả khoa học đầu tiên năm 1901.